# Archidiecezja Konakry
Archidiecezja Konakry (łac.: Archidioecesis Konkriensis) – rzymskokatolicka archidiecezja w Gwinei, obejmująca swoim zasięgiem część terytorium kraju.
Siedziba arcybiskupa znajduje się przy Katedrze NMP w Konakry.

## Historia
- Diecezja Konakry powstała 12 maja 1949; 14 września 1955 została podniesiona do rangi archidiecezji.

## Biskupi
- ordynariusz: abp Vincent Coulibaly
- biskup koadiutor: abp François Sylla

## Podział administracyjny
W skład archidiecezji Konakry wchodzą 33 parafie.

## Główne świątynie
- Katedra: Katedra NMP w Konakry